# Rete tranviaria di Birmingham
La rete tranviaria di Birmingham (conosciuta come West Midlands Metro) è la rete tranviaria che serve la città britannica di Birmingham. È composta da una linea.